# 阿尔弗雷德·卫登堡
阿尔弗雷德·卫登堡（德語：Alfred Wittenberg，1880年1月14日—1952年7月19日，又译维滕伯格），德国小提琴家、钢琴家、音乐教育家。

## 生平
阿尔弗雷德·卫登堡出生于德国布雷斯劳（今属波兰）的一个犹太人家庭，天赋异禀的他十岁时在一场音乐会中同时完成门德尔松小提琴协奏曲和肖邦钢琴协奏曲，时称音乐神童。卫登堡毕业于柏林音乐学院，是小提琴家约瑟夫·约阿希姆的关门弟子，1901年获得普鲁士王国颁给音乐天才的“门德尔松奖”。卫登堡曾在柏林国立乐团和柏林国立歌剧院做小提琴首席，还和钢琴家阿图尔·施纳贝尔、大提琴家安通·赫京等人组建钢琴三重奏乐团。
希特勒掌权后，犹太音乐家不再被允许公开演出，只有经过纳粹许可的犹太人文化协会可以组织音乐活动，卫登堡因此搬到犹太音乐家集中的德累斯顿。1939年初，卫登堡携妻子和岳母逃至上海，寓居蒲石路378号。卫登堡初到上海，和两位犹太音乐家合办了一场音乐会后声名鹊起，以演奏和授课为生。1941年太平洋战争爆发前夕，卫登堡的一个学生邀请他前往美国，并提供了良好的生活条件和工作机会，但卫登堡决定留在上海，在日本人侵占上海后住在犹太人隔离区。导演陈逸飞1999年的纪录片《逃亡上海》中提到，卫登堡勤恳教学，不分老幼，既教专业学生，也教普通初学者，培养出小提琴家谭抒真、指挥家李德伦、大提琴家司徒志文、钢琴家李名强等一批中国早期西洋音乐人才，钢琴家傅聪也曾短暂师从于卫登堡。
战争结束后，卫登堡应学生谭抒真之聘，在中央音乐学院华东分院（上海音乐学院前身）任教。1952年7月16日，卫登堡在一次小提琴演奏时心脏病发作，数日后逝于上海大华医院。